# Crying in the Rain (a-ha)
«Crying in the Rain» — перший сингл альбому «East of the Sun, West of the Moon» норвезького гурту a-ha, випущений 7 вересня 1990 року.

## Музиканти
- Пол Воктор-Савой (Paul Waaktaar-Savoy) (6 вересня 1961) — композитор, гітарист, вокаліст.
- Магне Фуругольмен (Magne Furuholmen) (1 листопада 1962) — клавішник, композитор, вокаліст, гітарист.
- Мортен Гаркет (Morten Harket) (14 вересня 1959) — вокаліст.

## Переклад українською
Еквіритмічний переклад українською було оприлюднено 15 квітня 2024 року Пузиренком Олександром.

## Композиції

### 7"
| #  | Назва                      | Тривалість |
| -- | -------------------------- | ---------- |
| 1. | «Crying In The Rain»       | 4:25       |
| 2. | «(Seemingly) Nonstop July» | 2:55       |

### 12"
| #  | Назва                      | Тривалість |
| -- | -------------------------- | ---------- |
| 1. | «Crying In The Rain»       | 4:25       |
| 2. | «(Seemingly) Nonstop July» | 2:55       |
| 3. | «Cry Wolf»                 | 4:05       |

### CD
| #  | Назва                      | Тривалість |
| -- | -------------------------- | ---------- |
| 1. | «Crying In The Rain»       | 4:25       |
| 2. | «(Seemingly) Nonstop July» | 2:55       |
| 3. | «Cry Wolf»                 | 4:05       |

## Позиції в чартах
| Чарт                              | КП |
| --------------------------------- | -- |
| Австрійський сингл-чарт           | 17 |
| Британський сингл-чарт            | 13 |
| Німецький сингл-чарт              | 6  |
| Ірландський сингл-чарт            | 8  |
| Італійський сингл-чарт            | 14 |
| Канадський сингл-чарт журналу RPM | 34 |
| Нідерландський сингл-чарт GfK     | 10 |
| Нідерландський топ-40             | 11 |
| Норвезький сингл-чарт             | 1  |
| Польський сингл-чарт              | 2  |
| Billboard Adult Contemporary      | 26 |
| Французький сингл-чарт            | 11 |
| Швейцарський сингл-чарт           | 21 |
| Японський сингл-чарт              | 1  |